# Ptyelus nebulus
Ptyelus nebulus is een halfvleugelig insect uit de familie Aphrophoridae. De wetenschappelijke naam van deze soort is voor het eerst geldig gepubliceerd in 1802 door Turton.